# Política do Kuwait
- Forma de governo : Monarquia islâmica (emirado)
- Divisão administrativa: 6 províncias
- Chefe de Estado: Emir Mishal Al-Ahmad Al-Jaber (desde 2023)
- Primeiro-ministro: xeque Ahmad Al-Sabah
- Partidos: Não há
- Legislativo: unicameral - Assembleia Nacional com 50 membros, eleitos por voto direto para mandato de 4 anos.
- Constituição: 1962